# Alex Garcete
Alex Garcete (Dr. Juan Manuel Frutos -Dpto Caaguazú, Paraguay, 22 de septiembre de 1993) es un futbolista paraguayo, que juega como defensa. Actualmente juega en el 12 de Octubre Football Club de la Primera División de Paraguay.

## Trayectoria
Alex, es defensor central, oriundo de Nanawa, llegó a Olimpia en el año 2011. Fue descubierto por el exfutbolista paraguayo Rogelio Delgado. A los 15 años debutó en la Primera del club Sol del Este.
Un jugador que va bien por arriba, manejando de manera excelente el juego aéreo. Teniendo como espejo al defensor Paulo da Silva y al español Carles Puyol.

## Clubes
| Club                        | País     | Año                |
| --------------------------- | -------- | ------------------ |
| Olimpia                     | Paraguay | 2011 - 2015        |
| San Lorenzo                 | Paraguay | 2015               |
| Olimpia                     | Paraguay | 2015               |
| Sportivo Luqueño            | Paraguay | 2016               |
| General Caballero           | Paraguay | 2016               |
| General Díaz                | Paraguay | 2017 - 2018        |
| CF Atlante                  | México   | 2019               |
| Club River Plate            | Paraguay | 2021               |
| 12 de Octubre Football Club | Paraguay | 2022 - Actualmente |

- Datos: Q18719739